# Kiel Martin
Kiel Urban Mueller (Pittsburgh, Pennsylvania, 26 juli 1944 – Rancho Mirage, Californië, 28 december 1990) was een Amerikaans acteur. Hij groeide op in Miami en werd vooral bekend door zijn rol als de vrouwen versierende rechercheur J.D. LaRue in de politieserie Hill Street Blues. Martin maakte in 1967 zijn acteerdebuut in een aflevering van The Virginian. Zijn eerste filmrolletje volgde in 1969, in de John Wayne-western The Undefeated. Later speelde hij grotere rollen in films als The Panic in Needle Park (met o.a. Al Pacino, 1971), Trick Baby (1972) en Moonrunners (op deze film is de tv-serie The Dukes of Hazzard gebaseerd, 1975). 
Verder speelde Martin vele gastrollen in televisieseries als Ironside, Gunsmoke, The Love Boat en Miami Vice.

## Privé
Martin trouwde op 3 juni 1969 met Claudia Martin, een dochter van Dean Martin. Ze kregen samen een dochter (Jesse), maar scheidden in 1971. Tussen 1977 en 1980 was hij getrouwd met tweede vrouw Christin en ten slotte tussen 9 oktober 1982 en 8 mei 1984 met zijn derde vrouw Joanne la Pomaroa. 
Net als zijn karakter in Hill Street Blues vocht Martin tegen alcoholisme. Hij overleed in 1990 uiteindelijk op 46-jarige leeftijd aan longkanker. Zijn laatste wapenfeit was een gastrol in Murder She Wrote, eerder dat jaar.
- Biblioteca Nacional de España: XX4960583
- Library of Congress Control Number: no2007069651
- Virtual International Authority File: 78558906
- WorldCat: E39PBJhd8bbFqdDxpF6W9qR3Qq